# Oderberger Strasse
Artikeln behandlar gatan i Berlin. Gator med namnet finns även i Angermünde, Bad Freienwalde och Eberswalde.
Oderberger Strasse, tysk stavning: Oderberger Straße, är en gata i stadsdelen Prenzlauer Berg i norra Berlin. Gatan går från korsningen med Schwedter Strasse i nordväst, i närheten av Mauerpark, till korsningen med Choriner Strasse och Schönhauser Allee i sydost, nära Kulturbrauerei. Oderberger Strasse är idag tillsammans med tvärgatan Kastanienallee ett populärt café-, restaurang- och butiksstråk i Prenzlauer Berg, känt för sitt nattliv.

## Historia
Kvarteren söder om Oderberger Strasse tillhörde historiskt förstaden Rosenthaler Vorstadt under 1800-talet. Tidigare fanns här en plantskola. Gatan anlades 1871 och fick sitt namn 1873 efter staden Oderberg nordost om Berlin. Andra gator i området fick namn efter städer från samma region.

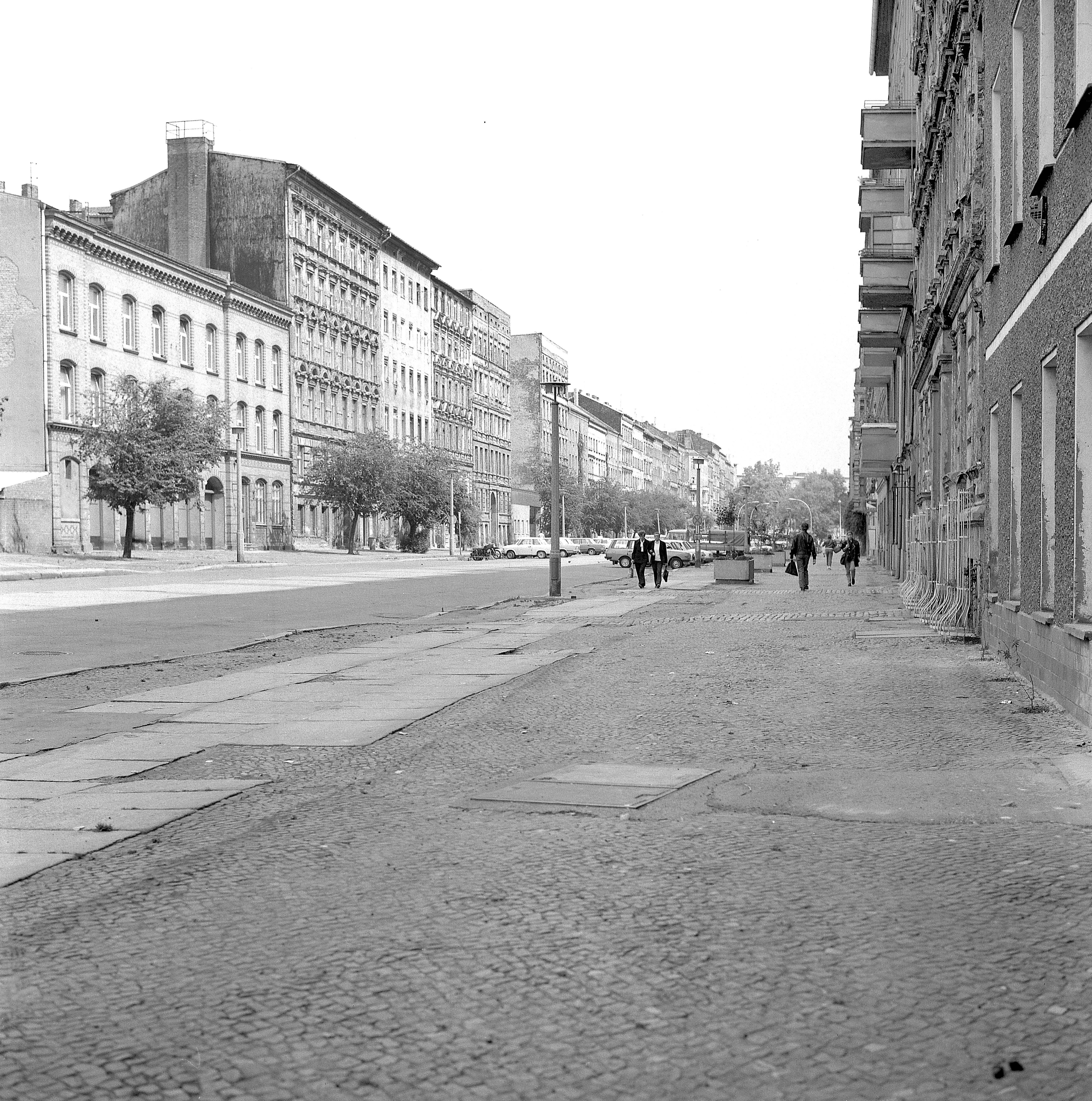
Oderberger Strasse 1986.

Under Berlins delning var Oderberger Strasse en återvändsgata i Östberlin som slutade i Berlinmuren vid korsningen med Schwedter Strasse; endast en gångväg förband gatan med Eberswalder Strasse. Under 1980-talet föreslogs området, som vid denna tid var förfallet och bevarat huvudsakligen oförändrat från skicket före andra världskriget, rivas för att ge plats för höghus av Plattenbautyp. En för DDR ovanlig lokal opposition i Prenzlauer Bergs stadsdelsfullmäktige kunde dock framgångsrikt motsätta sig planerna fram till demokratiseringen 1989. Omkring 1985 bildades på en innergård vid gatan det lokala konstprojektet Hirschhof, som användes som konstgalleri, teaterscen, biograf och festlokal. Flera av samtidens lokala konstnärer och medborgarrättsprofiler bodde omkring gatan vid denna tid, samt som barn även vänsterpolitikern Sahra Wagenknecht. 
Vid Berlinmurens fall 1989 öppnades en gränsövergång mot Bernauer Strasse vid gatans västra ände, som därmed upphörde att vara en återvändsgata. Under 1990-talet skedde omfattande renoveringar av 1800-talsbebyggelsen längs gatan och omvandling av många bostäder till ägarlägenheter, så att gatan till stora delar gentrifierades; delar av 1980-talets boende bor dock fortfarande kvar i hyreshus i området som behållit en viss social blandning, bland annat genom en anpassad hyressättning.

## Bebyggelse
Bebyggelsen vid gatan består huvudsakligen av hyreshus i fem till sex våningar från Gründerzeit. Kännetecknande är bland annat de många sammanbundna innergårdarna och den relativt likartade planlösningen men med individuellt utsmyckade fasader. Vid Oderberger Strasse ligger Prenzlauer Bergs brandstation från 1883 som är en av Tysklands äldsta brandstationer för yrkesbrandmän som fortfarande är i drift. Här finns även badhuset Stadtbad Oderberger Strasse, som uppfördes 1899 till 1902 efter ritningar av Ludwig Hoffmann och idag är kulturminnesmärkt. Badhuset stängdes som badhus 1986 på grund av det dåliga skicket och kom senare att användas som evenemangslokal. Sedan en avslutad renovering 2016 är badhuset åter i drift som badhus.